# Rabia Ashiq
Rabia Ashiq (* 15. April 1992 in Lahore) ist eine pakistanische Leichtathletin, die sich auf den Mittel- und Langstreckenlauf fokussiert hat. 2012 vertrat sie ihr Land bei den Olympischen Sommerspielen in London.

## Sportliche Laufbahn
Erste internationale Erfahrungen sammelte Rabia Ashiq im Jahr 2011, als sie bei den Asienmeisterschaften in Kōbe in 4:57,89 min den elften Platz im 1500-Meter-Lauf belegte. Im Jahr darauf schied sie bei den Hallenweltmeisterschaften in Istanbul mit 2:27,03 min über 800 Meter in der Vorrunde aus. Dank einer Wildcard ging sie anschließend bei den Olympischen Spielen in London an den Start, schied aber auch dort mit 2:17,39 min im Vorlauf über 800 Meter aus. 2016 belegte sie bei den Südasienspielen in Guwahati in 2:15,31 min den sechsten Platz im 800-Meter-Lauf und erreichte über 5000 Meter in 20:17,65 min Rang fünf. Kurz darauf nahm sie an den Hallenasienmeisterschaften in Doha teil und schied dort mit 2:27,44 min im Vorlauf aus. 2017 schied sie bei den Islamic Solidarity Games in Baku mit 2:16,89 min über 800 Meter in der Vorrunde aus und belegte mit der pakistanischen 4-mal-400-Meter-Staffel in 4:03,31 min den fünften Platz. Im September schied sie dann bei den Asian Indoor & Martial Arts Games in Aşgabat mit 2:20,87 min über 800 Meter sowie mit 68,57 s im 400-Meter-Lauf jeweils in der Vorrunde aus. Im Jahr darauf nahm sie über 800 Meter an den Asienspielen in Jakarta teil, verfehlte dort aber mit 2:22,56 min den Finaleinzug. 2019 gewann sie dann bei den Südasienspielen in Kathmandu in 3:41,74 min die Silbermedaille mit der Staffel hinter dem Team aus Sri Lanka. Zudem belegte sie im 1500-Meter-Lauf in 5:05,52 min den sechsten Platz und konnte ihr Rennen über 5000 Meter nicht beenden.
2011 wurde Ashiq pakistanische Meisterin im 10.000-Meter-Lauf sowie 2012 über 1500 und 5000 Meter. 2015 siegte sie dann über 800 und 1500 Meter.

## Persönliche Bestleistungen
- 800 Meter: 2:10,65 min, 11. Mai 2012 in Kanchanaburi
  - 400 Meter (Halle): 68,57 s, 18. September 2017 in Aşgabat
  - 800 Meter (Halle): 2:20,87 min, 18. September 2017 in Aşgabat
- 1500 Meter: 4:49,1 min, 4. April 2015 in Islamabad
- 5000 Meter: 19:04,0 min, 20. Mai 2012 in Islamabad
- 10.000 Meter: 40:42,7 min, 21. April 2011 in Lahore (pakistanischer Rekord)